# Chontales (departement)
Chontales je jedním z 15 departementů Nikaraguy. Leží na východním břehu jezera Nikaragua ve vnitrozemí země. Hlavním odvětvím ekonomiky tohoto departementu je pěstování citrusů, rýže a kaučuku. V minulosti byly součástí Chontales i dnešní departementy Boaco (osamostatnění v roce 1938) a Río San Juan (osamostatnění v roce 1957).
Departement je rozdělen na deset částí (Municipio):
1. Acoyapa
2. Comalapa
3. El Coral
4. Juigalpa
5. La Libertad
6. San Francisco de Cuapa
7. San Pedro de Lóvago
8. Santo Domingo
9. Santo Tomás
10. Villa Sandino